# 玉和苗族乡
玉和苗族乡，是中华人民共和国四川省宜宾市珙县下辖的一个乡镇级行政单位。

## 行政区划
玉和苗族乡下辖以下地区：
青龙村、石门村、隘口村、西洋村、杨家村、凤凰社区村和五同村。